# Swarupanand

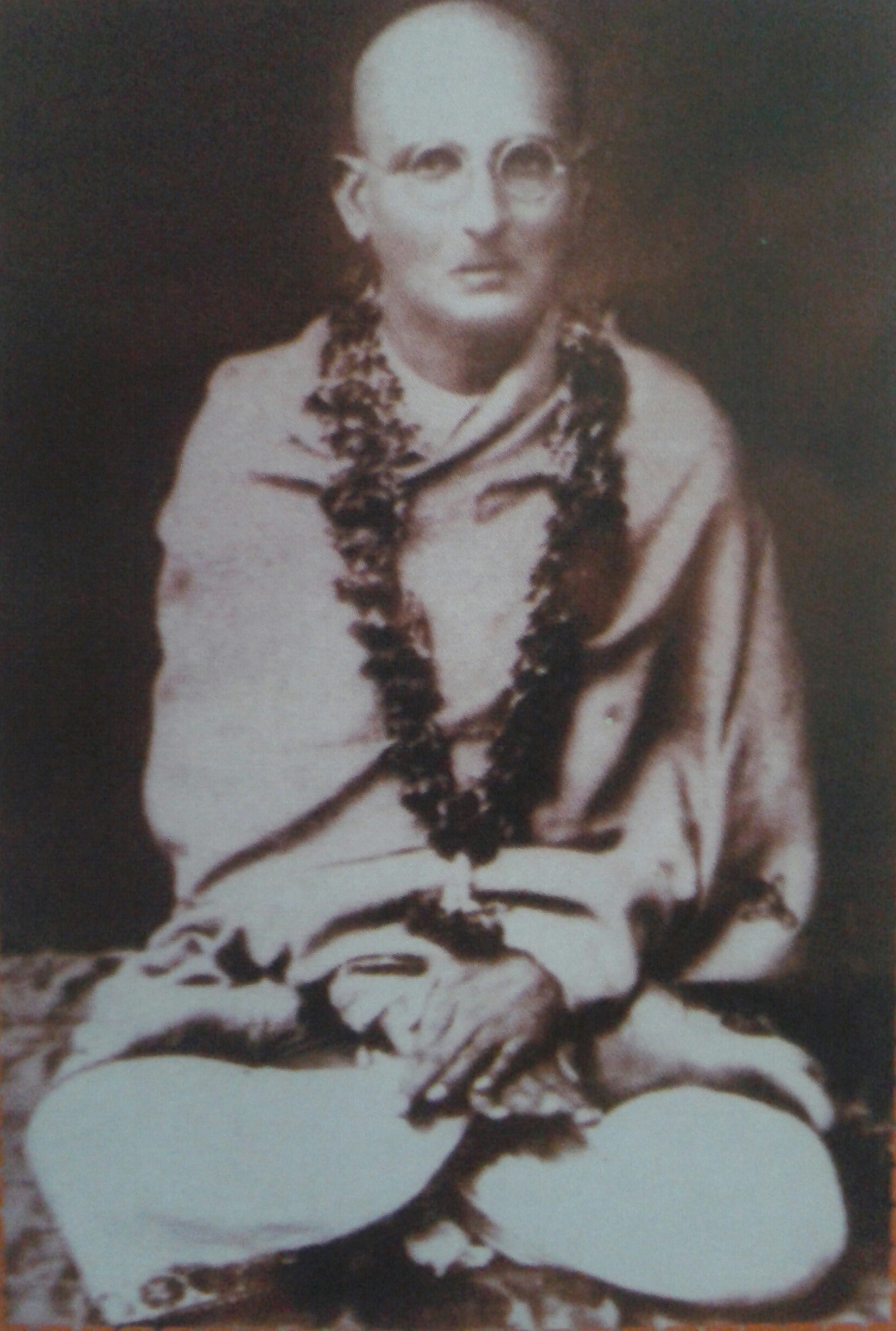
Sri Swami Swarupanand Ji Maharaj

Beli Ram, Sri Swami Swarupanand Ji Maharaj (1884 - 9 el abril de 1936) fue un gurú indio del linaje Advait Mat. Él estaba también conocido como "Segundo Maestro", "Param Sant Ji" y como Sri Nagli Sahib. [1] 
Nació en Kohat, India, y el joven Beli Ram fue iniciado en los sanyasas a principios de 1900s en Teri por Advaitanand Ji, quién le ´dio el nombre de Swarupanand Ji. Durante la vida de Advaitanand, Swarupanand creó una orden de sannyasins (o renunciates) en el norte de la India y fundó varios centros con el fin de diseminar las enseñanzas de su maestro[2]
En 1935 se mudó de Punjab a Delhi. Murió un año más tarde el 9 de abril de 1936 en el pueblo de Nagli, cerca de Meerut. [3] Al morir Swarupanand tenía diez mil seguidores y más de trescientas "ashrams" (comunidades monásticas) en la del norte de la India. Uno de sus discípulos fue Hans Ji Maharaj, quien fundó la Misión de la Luz Divina[4]. 
Hubo informes de indicaciones de Swarupanand de que Hans Ji Maharaj sería su sucesor, lo que fue posteriormente combatido por un grupo de mahatmas que no apreciaron el hecho que ji Hans estuviera casado, lo que le convertía en un "cabeza de familia", un estado que en su opinión como renunciantes no era aceptable[5]. Según otra cuenta, Swarupanand fue sucedido por Shri Swami Vairag Anand Ji Maharaj, también conocido como el "Tercer Maestro"[6].
A Swarupanand se le confunde a veces con Anand Swarup del linaje Radha Soami.
- "Un faqir no tiene religión particular: Es común a todos. Dondequiera que voy no hay escasez de creyentes, pues pertenezco a todos, y todos me pertenecen". [7